# Stuart Williamson
Stuart Williamson (né en 1948 en Angleterre) est un sculpteur, professeur de sculpture et poète originaire de l'Angleterre du Nord-Est. Il est fellow de la Royal British Society of Sculptors (en), membre de la Society of Portrait Sculptors (Royaume-Uni), membre de la National Sculpture Society (en) (États-Unis) et membre fondateur de la Portrait Sculptures Society of America. Il est aussi membre du Salmagundi Club à Manhattan où il a exposé en 2015.

## Sculptures de personnalités contemporaines

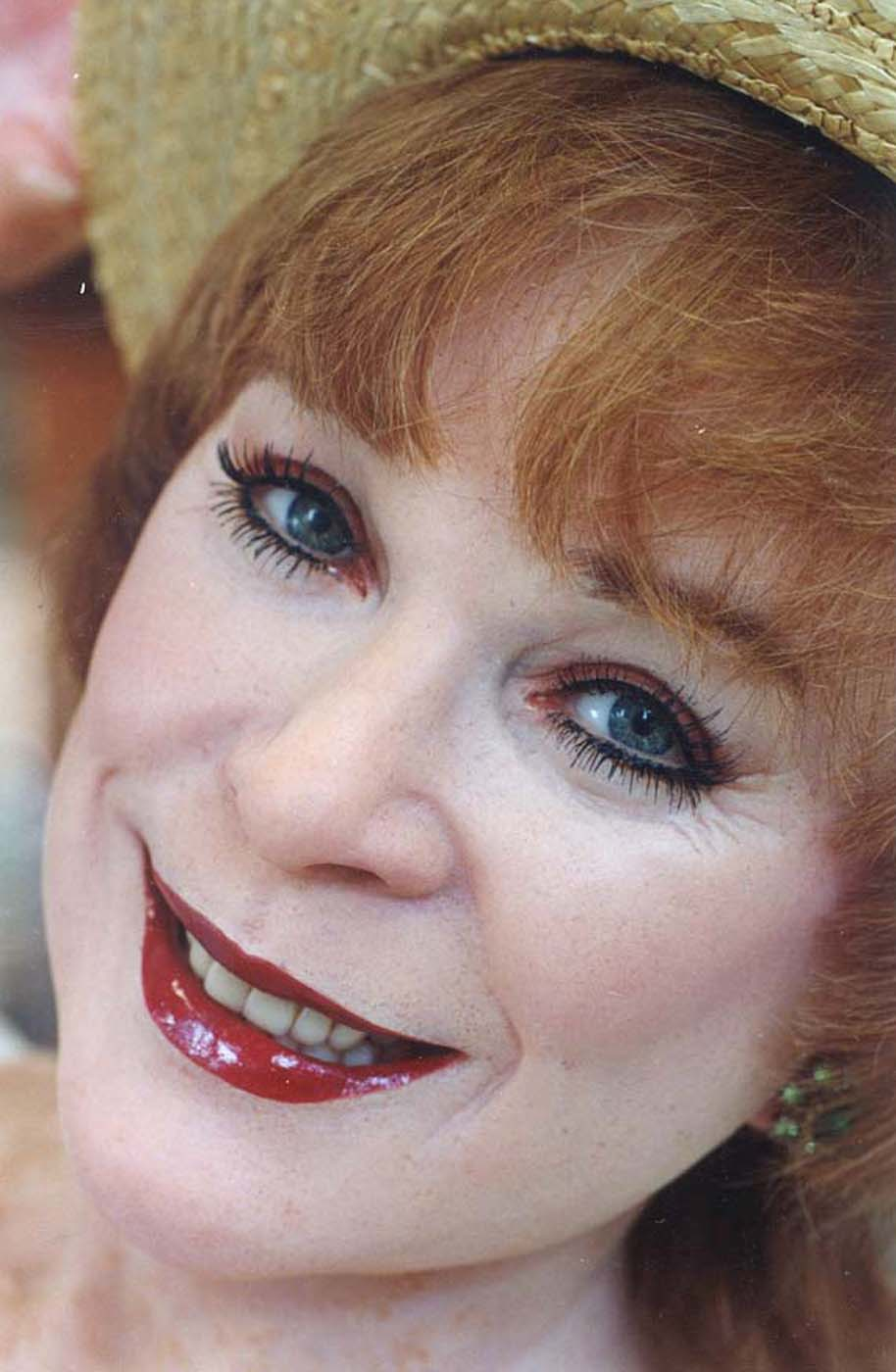
Sculpture de cire de Shirley MacLaine chez Madame Tussauds par Stuart Williamson

Stuart Williamson est d'abord sculpteur pour Madame Tussauds dans l'atelier de Londres où il réalise des sculptures de célébrités comme Sophie Rhys-Jones, le dirigeant chinois Jiang Zemin, Sting, Little Richard, Eric Clapton, Bette Midler, Tony Bennett, Shirley MacLaine, Morgan Freeman, Michael Caine, Luciano Pavarotti, la chanteuse australienne Kylie Minogue, et l'acteur de Bollywood Amitabh Bachchan.

## Sculptures de personnalités historiques

Statue de Lincoln devant le Cottage du Président Lincoln à la Maison des Soldats à Washington

Stuart Williamson a sculpté, lui-même ou en collaboration, des effigies de personnalités historiques en bronze ou en cire. Il sculpte trois portraits de George Washington à trois étapes de sa vie pour le Mount Vernon. Il réalise Abraham Lincoln à la fois pour le Gettysburg Museum and Visitor Center et le cottage du Président Lincoln à la Maison des Soldats. Il fait une statue de Simón Bolívar pour une collection privée. Il dirige l'équipe pour les statues de Benjamin Franklin, George Washington et cinq autres signataires pour  le National Constitution Center à Philadelphie, sculpte Albert Einstein pour l'Observatoire Griffith à Los Angeles, Thomas Jefferson pour Monticello, Franklin Delano Roosevelt et Eleanor Roosevelt pour le Franklin D. Roosevelt Presidential Library and Museum de New York, Robert Lee pour le Stratford Hall Museum en Virginia, Harry S. Truman pour le Harry S. Truman Presidential Library and Museum, dans le Missouri, le poète John Keats pour le Guy's Hospital à Londres, et le poète Walt Whitman pour un client privé du Michigan.

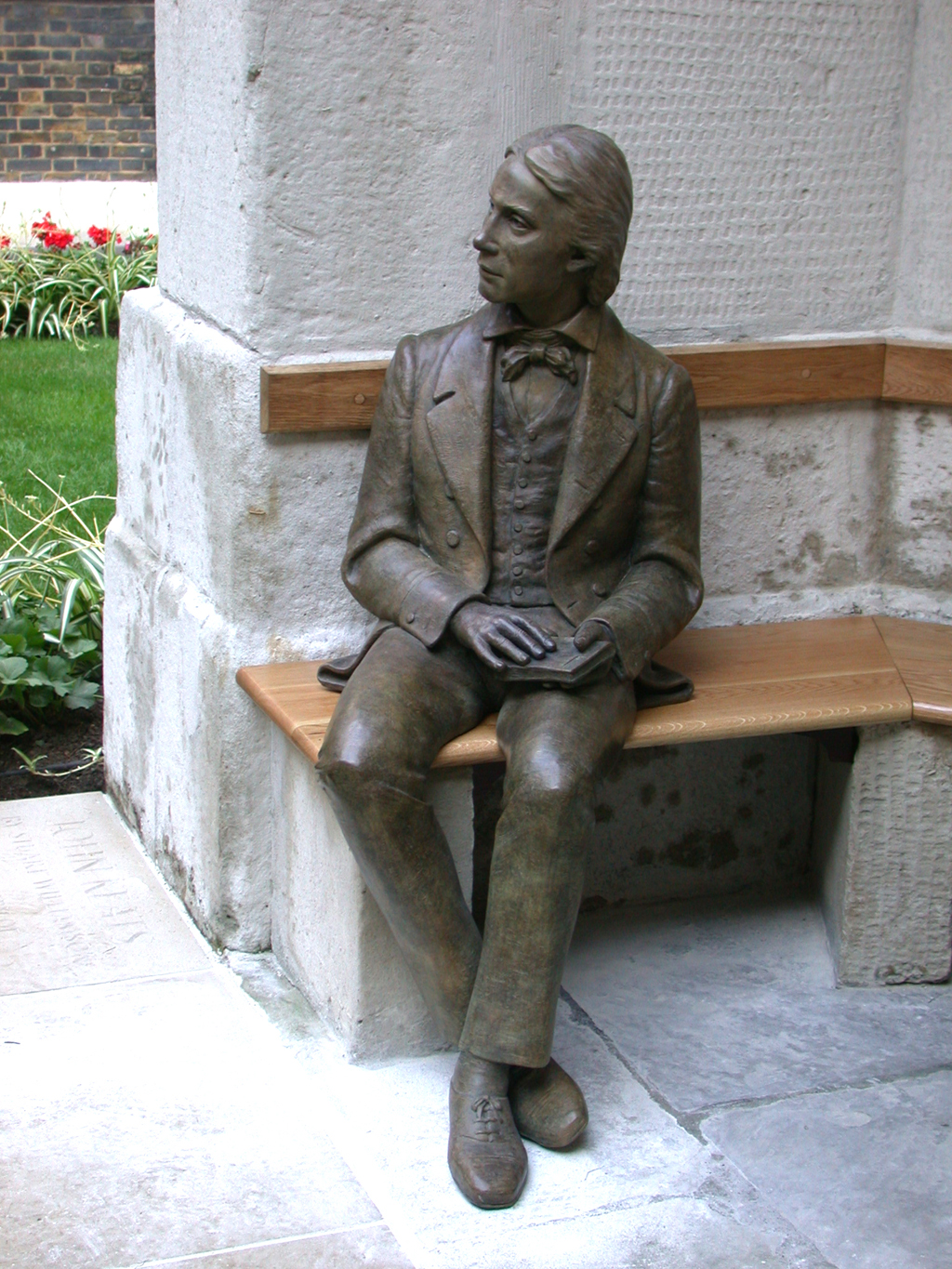
Bronze du poète John Keats par Stuart Williamson à Guy's Hospital

## Vie personnelle
Stuart Williamson vit et travaille entre New York et l'Équateur. Il se consacre à présent à l'écriture de poésie.